# فرانك أونيل (سياسي)
فرانك أونيل (بالإنجليزية: Frank O'Neill)‏ هو سياسي أسترالي، ولد في 16 أكتوبر 1893 في نيوكاسل في أستراليا، وتوفي في 1 نوفمبر 1975 في أستراليا. حزبياً، نشط في حزب العمال الأسترالي. وقد انتخب عضو الجمعية التشريعية نيو ساوث ويلز.